# يان ميرلين
يان ميرلين (بالإنجليزية: Jan Merlin)‏ هو كاتب سيناريو وممثل أمريكي، ولد في 3 أبريل 1925 في نيويورك في الولايات المتحدة.

## أعمال

### أفلام
- (1969) خذ المال واهرب

### مسلسلات
- دالاس

## وصلات خارجية
- يان ميرلين على موقع IMDb (الإنجليزية)
- يان ميرلين على موقع روتن توميتوز (الإنجليزية)
- يان ميرلين على موقع ألو سيني (الفرنسية)
- يان ميرلين على موقع أول موفي (الإنجليزية)
- يان ميرلين على موقع قاعدة بيانات برودواي على الإنترنت (الإنجليزية)
- يان ميرلين على موقع قاعدة بيانات الأفلام السويدية (السويدية)
- يان ميرلين على موقع قاعدة بيانات الفيلم (الإنجليزية)
- يان ميرلين على موقع كينوبويسك (الروسية)